# Walter Corbo
Wálter Luis Corbo Burmia (Montevideo, 1949. május 2. –) uruguayi válogatott labdarúgókapus.

## Pályafutása

### A válogatottban
1971 és 1976 között 26 alkalommal szerepelt az uruguayi válogatottban. Részt vett az 1970-es világbajnokságon  és az 1975-ös Copa Américan.

## Sikerei, díjai
Peñarol
- Uruguayi bajnok (4): 1968, 1973, 1974, 1975
- Interkontinentális bajnokok szuperkupája (1): 1969
- Copa Libertadores döntős (1): 1970

Grêmio
- Gaúcho bajnok (1): 1977

Uruguay
- Copa América bronzérmes (1): 1975